# Hannes Þór Halldórsson
Hannes Þór Halldórsson (Reykjavík, 1984. április 27. –) volt izlandi válogatott labdarúgókapus.
Az izlandi válogatott tagjaként részt vett a 2016-os Európa-bajnokságon, és a 2018-as világbajnokságon.

## Sikerei, díjai
KR Reykjavík
- Izlandi bajnok (2): 2011, 2013
- Izlandi kupa (2): 2011, 2012
- Izlandi szuperkupa (1): 2012

Valur
- Izlandi bajnok (1): 2020